# 基維厄利

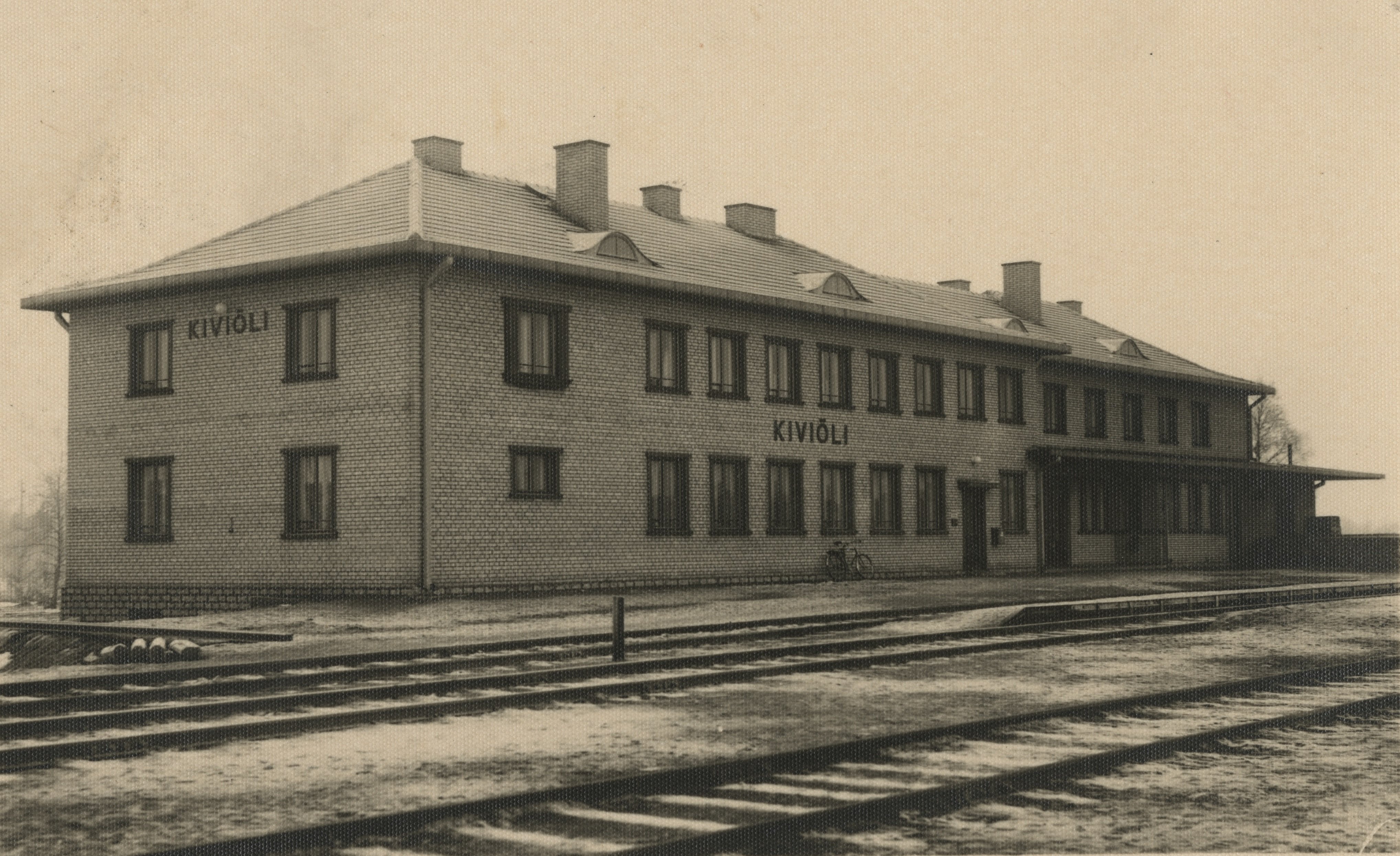
1938年时的基維厄利火车站

基維厄利是愛沙尼亞東維魯縣吕加努塞市镇的非独立市及行政中心，面積11.75平方公里，始建於1922年，主要經濟產業是油頁岩提煉業和加工業，2005年人口7,000，大約51%居民是俄羅斯人。
基維厄利原为独立的市镇。2017年爱沙尼亚行政改革后，基維厄利、原吕加努塞市镇及松达市镇合并为新的吕加努塞市镇。基維厄利成为新的吕加努塞市镇的行政中心。

## 外部連結
- 吕加努塞市镇官方网站 （页面存档备份，存于） （文）

59°21′N 26°58′E / 59.350°N 26.967°E